# VfR Mannheim
El VfR Mannheim es un equipo de fútbol de Alemania que juega en la Verbandsliga Baden, una de las ligas regionales que conforman la sexta división de fútbol en el país.

## Historia
Fue fundado en el año 1911 en la ciudad de Mannheim de la región de Baden-Württemberg tras la fusión de los equipos Mannheimer FG 1896, Mannheimer FG 1897 y FC Viktoria 1897 Mannheim, este último miembro fundador de la Federación Alemana de Fútbol en 1900. El club jugó en sus primeros años en la Westkreis-Liga, y ganaron la Kreisliga Odenwald en 1922 y la Bezirksliga Rhein en 1925, aunque no pudo llegar a jugar a nivel nacional.

### Éxito en los 30s y 40s
Luego de la reestructuración del fútbol alemán a causa del Tercer Reich en 1933, el Mannheim pasó a jugar en la Gauliga, logrando sus mejores años durante la Segunda Guerra Mundial en donde ganaron 5 títulos de liga, pero sin llegar a destacar a nivel nacional. Volvió a ganar el título en 1944, pero por problemas para garantizar las mejores condiciones para jugar la liga nacional, se decidió originalmente darle el título nacional al Mannheim por orden del Ministerio del Deporte, pero la decisión fue revocada por protestas de los otros equipos participantes en la eliminatoria, en donde al final el Mannheim fue eliminado en octavos de final por el FC Nuremberg.

### Periodo de posguerra
Al finalizar la Segunda Guerra Mundial, el club fue ubicado en la Oberliga Süd, en donde lograron el título nacional en 1949 al vencer 3-2 al Borussia Dortmund ante 90,000 espectadores en la final y así ganar el Trofeo Victoria, aunque éste se perdió al finalizar la Segunda Guerra Mundial, por lo que recibieron otro.

### Caída Libre
Mannheim fue uno de los equipos fundadores de la Regionalliga Süd en 1963, aunque después de varios años de estar en el fondo de la tabla de posiciones, terminó descendiendo a la Amateurliga Nordbaden. Luego de tener problemas financieros recibieron ofertas para fusionarse con en SV Waldhof Mannheim en 1998 y 2003, ambas fueron rechazadas. Posteriormente al club le negaron la licencia para jugar en la Verbandsliga Nordbaden (V), pero terminaron jugando en la Oberliga Baden-Württemberg (IV), aunque desde la temporada 2015/16 juega en la Verbandsliga Baden (VI).

## Palmarés
- Campeonato Alemán de fútbol: 1

1949
- Southern German championship: 1

1925
- Westkreis-Liga: 4 (I)

1910, 1911, 1913, 1914
- Kreisliga Odenwald: 1 (I)

1922
- Bezirksliga Rhein: 2 (I)

1925, 1926
- Gauliga Baden: 5 (I)

1935, 1938, 1939, 1943, 1944
- Amateurliga Nordbaden: 2 (III)

1973, 1976
- Verbandsliga Nordbaden: 1 (V)

2004
- Southern German Cup: 1

1959
- North Baden Cup: 3

1972, 1997, 2001